# 半人馬座V1400
1SWASP J140747.93-394542.6（常縮寫為1SWASP J140747或J1407）是一顆位於半人馬座，與太陽相似的恆星，距離地球約434光年。J1407是年齡約1600萬年的年輕恆星，質量約太陽的90% 。該恆星的視星等是必須以望遠鏡觀測的12.3等。它的名稱來自搜尋太陽系外行星的計畫SuperWASP和恆星在天球上的赤經/赤緯。
J1407周圍至少有一個已知天體環繞運行，即1SWASP J1407b（縮寫J1407b），而該天體可能是有著龐大環系統的巨大氣體巨行星或棕矮星。

## 1SWASP J140747.93-394542.6 b

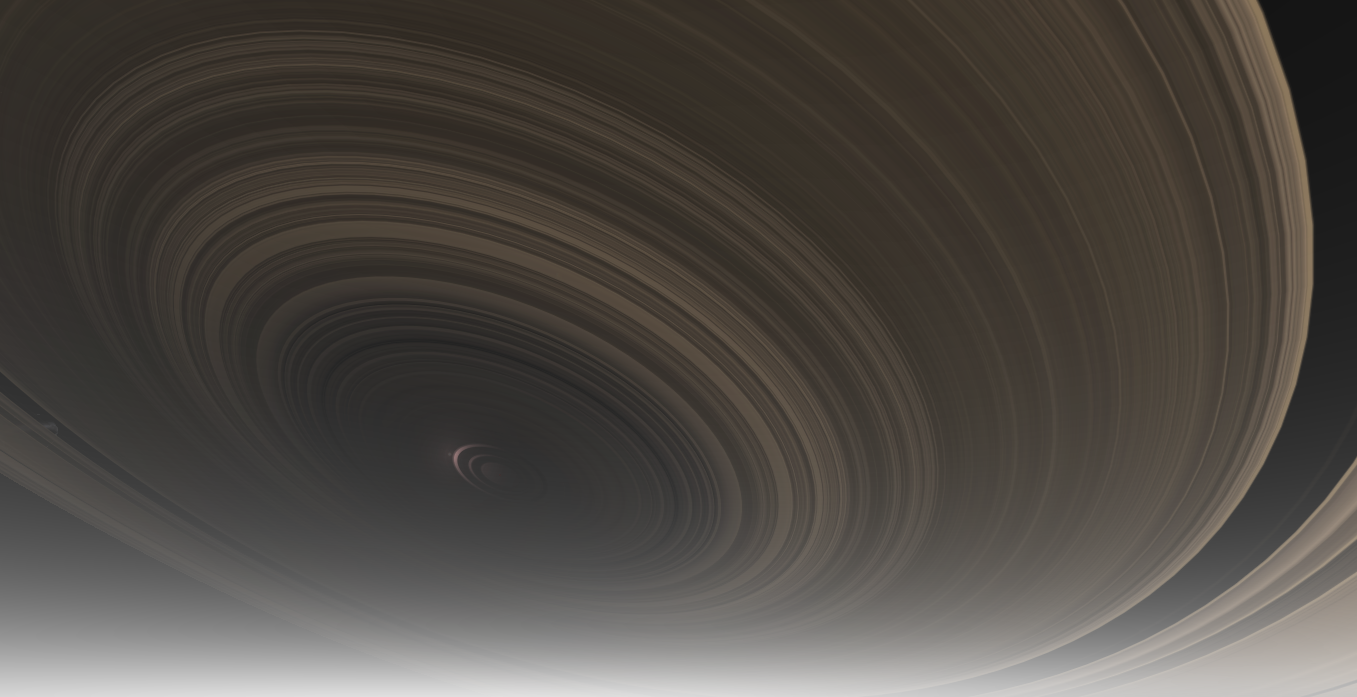
透過Celestia模擬，從J1407b的假想衛星上所見的J1407b想像圖

J1407系統的發現和它的不尋常凌星現象最早是由羅徹斯特大學天文學家艾瑞克·馬馬傑克（Eric Mamajek）於2012年報告。而亞恆星天體J1407b周圍環系統的確認存在和環的參數則是由2007年4月到5月間觀測當時尚無編號的J1407發生的延續時間達到不尋常長的56日複雜凌星現象資料中推論出來的。這顆低質量伴星J1407b被部分傳媒稱為「打了類固醇的土星」（Saturn on steroids）或「超級土星」（Super Saturn）。J1407b擁有龐大規模的環系統，它的環系統的半徑大約是9000萬公里（約0.6天文單位）。J1407b的軌道週期大約10年左右（3.5到13.8年範圍之內），而伴星質量最可能的值為大約13到26倍木星質量，但有一定的不確定性。J1407b被排除為質量在80倍木星以上天體的可信度超過了99% ，而環系統的質量則大約與地球相當。環系統中半徑6100萬公里處（約0.4天文單位）有環縫存在，被認為是質量上限為地球0.8倍的系外衛星存在的間接證據。
J1407b是第一個以凌日法發現的太陽系外行星或棕矮星的環系統。一系列的恆星1SWASP J140747.93-394542.6的凌星現象於2007年持續了56日。而一系列凌星現象的模式則符合預期的亞恆星伴星J1407b 以及巨大的多環系統存在。J1407b的環系統外圍半徑約9000萬公里（約土星環的200倍）。發現該環系統的團隊發現在環系中有一個清晰可見的環縫，這是環繞衛星已形成並吸積環繞J1407b物質的間接證據。然而，這個行星系統相當年輕（僅1600萬年）與環的高質量（大約與地球質量相當）代表它的行程可能是來自行星周圍的碎屑盤或正在形成衛星中的原衛星，而不是與土星環類似的長期存在的穩定行星環系統。
從地球上觀測，該環系統的視直徑約3.7 mas。而土星環如距離地球與J1407b相同，視直徑則是0.006 mas。
| 1SWASP J1407b (未确认) | 20.0 ± 6.0 MJ | 3.9 ± 1.7 | 3725.0 ± 900.0 | ? |

## 外部連結
- Extrasolar Planet Encylopedia page on J1407b, (Accessed January 29, 2015)（页面存档备份，存于）
- Planetary Construction Zones in Occultation: Discovery of an Extrasolar Ring System Transiting a Young Sun-like Star and Future Prospects for Detecting Eclipses by Circumsecondary and Circumplanetary Disks（页面存档备份，存于） on The SAO/NASA Astrophysics Data System.
- arXiv:1108.4070
- Exoring model for J1407b（页面存档备份，存于）, on Vimeo.
- 'Saturn on Steroids': 1st Ringed Planet Beyond Solar System Possibly Found（页面存档备份，存于）
- University of Rochester press release - January 26, 2015（页面存档备份，存于）
- Eric Mamajek's webpage at University of Rochester（页面存档备份，存于）